# Кошка Жоффруа
Кошка Жоффруа (лат. Leopardus geoffroyi или Oncifelis geoffroyi) — распространённый в Южной Америке вид из семейства кошачьих (Felidae). Видовой эпитет дан в честь французского зоолога Этьена Жоффруа (1772—1844).

## Внешность
По размеру кошка Жоффруа соответствует домашней кошке. Её длина составляет 45-75 см, а длина хвоста — дополнительные 25-35 см. Вес животного составляет от 4,2 кг до 4,8 кг, но иногда встречаются и более крупные представители этого вида. Самые крупные кошки Жоффруа водятся в Патагонии, на южной границе своего ареала. Самые мелкие представители — на равнине Гран-Чако. Шерсть кошки короткая и очень мягкая, окрас золотисто-жёлтый с чёрными пятнами по всему телу. В северных районах своего обитания кошка Жоффруа окрашена в сочную охру, тогда как на юге ареала кошка Жоффруа серебристо-серого цвета. То же можно наблюдать и с нижней частью тела кошки Жоффруа: на смену густому жёлтому приходят белые тона. На морде черные полосы, идущие горизонтально от кончиков глаз и рта до ушей и вертикально по лбу. Уши закругленные, наружная сторона черная с белым пятном посредине. Глаза довольно большие, низко посажены, лапы снабжены крепкими втяжными когтями, с помощью которых кошка лазает по деревьям. Кроме того, своими когтями животное крепко держит пойманную добычу. У неё прекрасно развиты слух и зрение, умеет плавать.

## Распространение

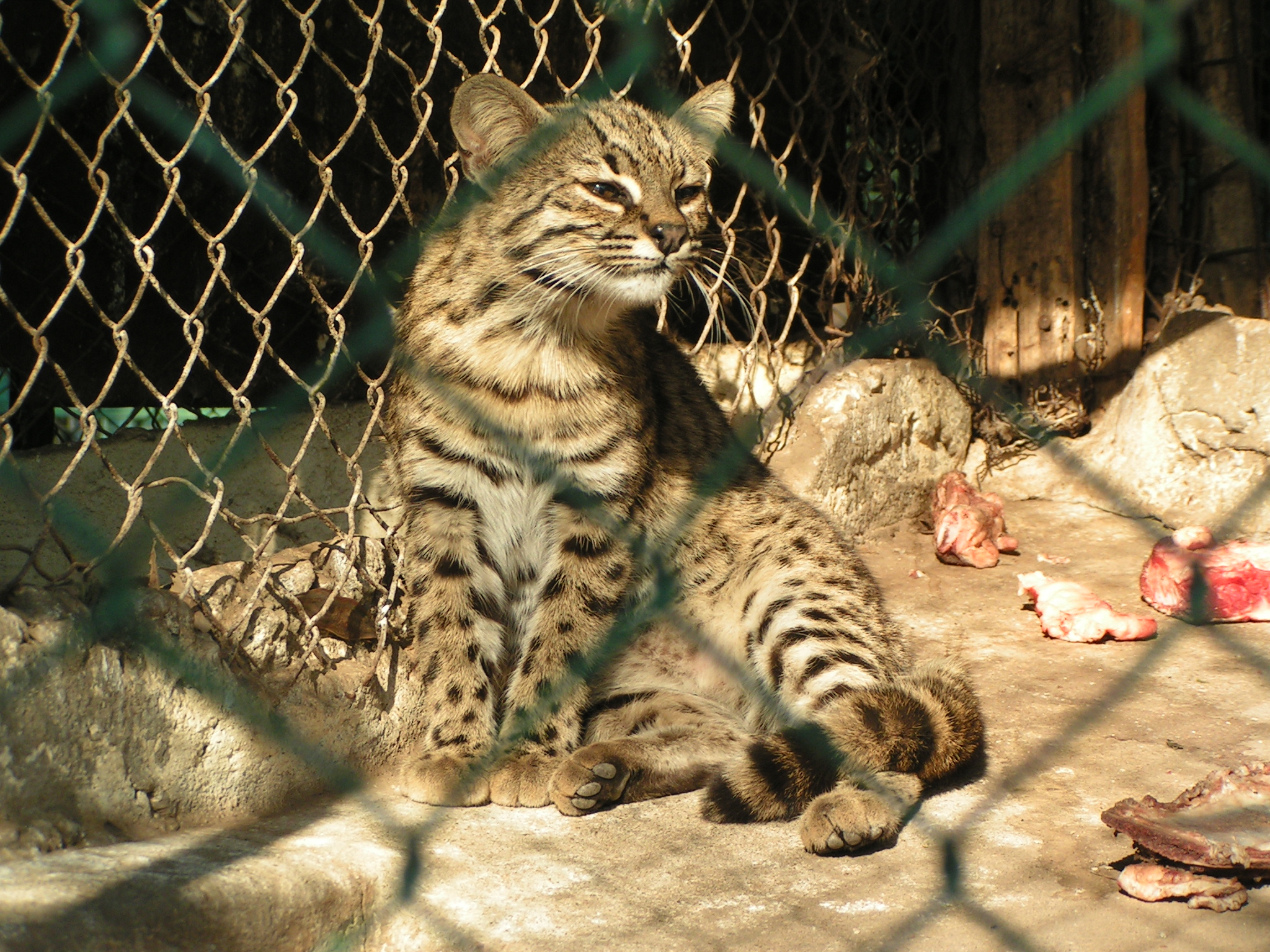
Кошка Жоффруа

Кошка Жоффруа обитает в южной части континента, её ареал простирается от Боливии и юга Бразилии до Патагонии. Встречается исключительно к востоку от Анд. Предпочитаемой сферой обитания являются леса и лесостепи. У американских кошек нет привязки к брачному периоду. Течка, как и у домашних кошек, случается в любой период года, так что представитель противоположного пола поблизости всегда кстати. Спариваются кошки на деревьях, легко скрещиваются с другими кошачьими. Уже выведены гибриды кошки Жоффруа с оцелотом.

## Поведение
К добыче кошки Жоффруа относятся птицы, насекомые, рептилии, зайцы и грызуны. Так как она часто охотится на рыбу в воде, её в Южной Америке также называют «кошкой-рыболовом». В научной терминологии это название, однако, относится к другому виду (см. кошка-рыболов). Кошка Жоффруа активна в ночное время, а днём спит на деревьях. Если же еды в избытке, жоффруа склонны делать запасы. Их не только зарывают, но и прячут в кронах деревьев. В день кошкам нужно 300—800 граммов мяса.

## Угрозы и защита
Шерсть этого вида долгое время ценилась в производстве меховых шуб. Однако из-за того, что кошка Жоффруа в наше время стала крайне редкой и находится под серьёзной угрозой исчезновения, она была перечислена в Вашингтонской конвенции по защите природы и любая торговля, связанная с ней или произведёнными из неё продуктами, сегодня запрещена. В год перед вступлением в действие этой конвенции на рынок поступило более чем 5 000 особей, что составляло одну десятую её общей популяции.

## Таксономия
В качестве научного названия этого вида часто используются две формы: Leopardus geoffroyi и Oncifelis geoffroyi. Сначала кошку Жоффруа сочли близким родственником оцелота и определили в род Oncifelis, в котором состояли также пампасская кошка и чилийская кошка. В 2005 году Уилсон и Ридер объединили роды Leopardus и Oncifelis в род Южноамериканских кошек (Leopardus).

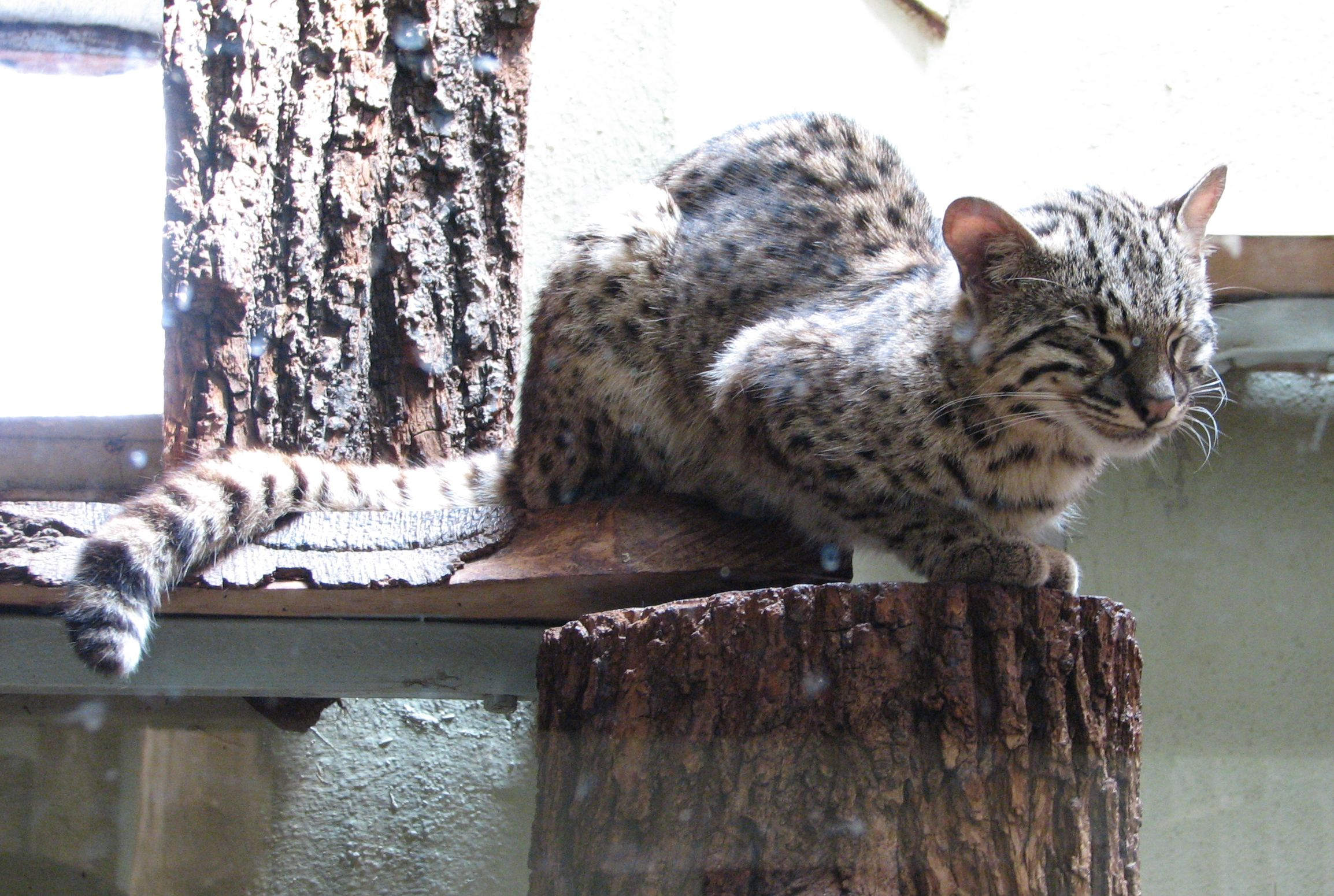
Кошка Жоффруа
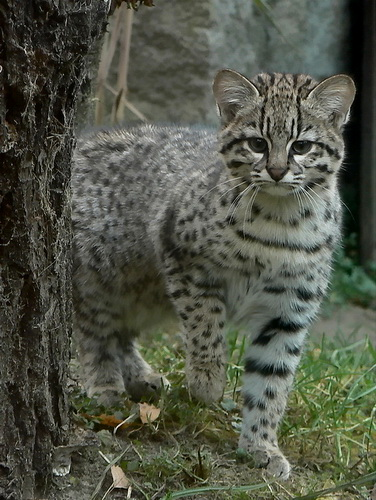
В зоопарке Остравы

## Метисация
Самцы кошки Жоффруа, помещённые в одном вольере с домашними кошками, обычно убивали их; исключения были возможны при их совместном выращивании с детства. Самки, напротив, легко скрещивались с домашними котами. В обоих случаях потомство было, как правило, бесплодным, что связано с различным хромосомным набором (36 — Жоффруа, 38 — домашняя кошка, 37 — гибрид).